# Gottfried Riedl

Gottfried Riedl bei einer Lesung

Gottfried Riedl (* 22. November 1940 in Wien; Pseudonym Götz Kappenberg) ist ein österreichischer Schauspieler, Rezitator und Autor.

## Leben
Der geborene Wiener Gottfried Riedl war 33 Jahre künstlerischer Leiter der Nestroy-Theater-Company. Er absolvierte mit dieser mehr als tausend Auftritte in Nestroy- und Raimund-Stücken in ganz Europa. Für die dramaturgische Bearbeitung der Stücke benutzte er das Pseudonym Götz Kappenberg.
Er schrieb auch Arbeiten für Rundfunk, Film und Fernsehen. Er ist Vizepräsident der Raimundgesellschaft, Schriftführer der Nestroygesellschaft sowie Autor und Herausgeber mehrerer Bücher über Raimund, Nestroy, Grillparzer und das Wiener Volkstheater.
In den vergangenen Jahren absolvierte er als Schauspieler den kompletten Raimund-Zyklus bei den Raimundspielen Gutenstein. Daneben stand er in Baden in Stücken von Schnitzler auf der Bühne, im Theater in der Josefstadt in Anzengrubers Das vierte Gebot und O Schicksal eines Narren (über Raimund), absolvierte Auftritte beim Grafenegger Advent und mit den Philharmonia Schrammeln bei den Eckelshausener Musiktagen.
Er hielt zahlreiche Lesungen u. a. über E. Kästner, J.W. v. Goethe, F. Grillparzer, A. Grün, Ch. Sealsfield, G. Strnadt, J. Weinheber, J. Nestroy, F. Raimund, J. Weiland, A. Krutisch, Terramare, Roda-Roda usw.
Gottfried Riedl lebt zurzeit in Niederösterreich, mit dem Riedl seine Kindheit verbindet. Er ist in Brand bei Nagelberg und in Waldhausen bei Zwettl im Waldviertel aufgewachsen und lebt heute in Schrick bei Mistelbach (Gemeinde Gaweinstal) im Weinviertel. Sein Vater war Staatsbeamter im Sozialministerium.
Als seine Mutter aufgrund Multipler Sklerose gelähmt war, bat sein Vater den Pfarrer den kleinen Buben für 14 Tage aufzunehmen. Daraus wurden sieben Jahre. Der Junge übersiedelte sogar mit dem Pfarrer und zwei Kühen nach Waldhausen.
Gottfried Riedl ist verheiratet und hat zwei erwachsene Kinder und fünf Enkelkinder.

## Werke

### Autor
- Gottfried Riedl: Nestroy. Bilder aus einem Theaterleben. Sonderzahl Verlagsgesellschaft, 1988, ISBN 3-85449-018-6.
- Gottfried Riedl: Raimund. Bilder aus einem Theaterleben. Sonderzahl Verlagsgesellschaft, 1990, ISBN 3-85449-028-3.
- Inge Rachholz, Gottfried Riedl: Ferdinand Raimunds Märchenwelt unseren Kindern nacherzählt. Siebenberg Verlag, 1992, ISBN 3-87747-060-2.
- Gottfried Riedl: Raimund-Brevier. Ferdinand Raimund, 1. Juni 1790 – 5. September 1836. Verlag Johann Lehner, 1999, ISBN 3-901749-17-9.
- Gottfried Riedl, Inge Rachholz, Christine Ehrenfried: Ferdinand Raimund. Stätten seines Lebens. In: Raimundgesellschaft (Hrsg.): Raimund-Almanach. 1. Auflage. Verlag Johann Lehner, Wien 2000, ISBN 3-901749-20-9.
- Ferdinand Raimund, Jürgen Hein, Gottfried Riedl: Der Barometermacher auf der Zauberinsel. In: Raimundgesellschaft (Hrsg.): Raimund-Almanach. 1. Auflage. Verlag Johann Lehner, Wien 2002, ISBN 3-901749-27-6.
- Ferdinand Raimund, Jürgen Hein, Gottfried Riedl: Die gefesselte Phantasie. In: Raimundgesellschaft (Hrsg.): Raimund-Almanach. 1. Auflage. Verlag Johann Lehner, Wien 2002, ISBN 3-901749-30-6.
- Ferdinand Raimund, Jürgen Hein, Gottfried Riedl: Das Mädchen aus der Feenwelt oder Der Bauer als Millionär. In: Raimundgesellschaft (Hrsg.): Raimund-Almanach. 1. Auflage. Verlag Johann Lehner, Wien 2003, ISBN 3-901749-31-4.
- Ferdinand Raimund, Jürgen Hein, Gottfried Riedl: Der Diamant des Geisterkönigs. In: Raimundgesellschaft (Hrsg.): Raimund-Almanach. 1. Auflage. Verlag Johann Lehner, Wien 2003, ISBN 3-901749-36-5.
- Ferdinand Raimund, Jürgen Hein, Gottfried Riedl: Moisasurs Zauberfluch. In: Raimundgesellschaft (Hrsg.): Raimund-Almanach. 1. Auflage. Verlag Johann Lehner, Wien 2004, ISBN 3-901749-40-3.
- Gottfried Riedl: Ferdinand Raimund – Bilder aus einem Theaterleben. Verlag Johann Lehner, Wien 2005, ISBN 3-901749-41-1.
- Ferdinand Raimund, Jürgen Hein, Gottfried Riedl: Die unheilbringende Zauberkrone oder König ohne Reich, Held ohne Mut, Schönheit ohne Jugend. In: Raimundgesellschaft (Hrsg.): Raimund-Almanach. 1. Auflage. Verlag Johann Lehner, Wien 2005, ISBN 3-901749-42-X.
- Ferdinand Raimund, Jürgen Hein, Gottfried Riedl: Der Verschwender. In: Raimundgesellschaft (Hrsg.): Raimund-Almanach. 1. Auflage. Verlag Johann Lehner, Wien 2005, ISBN 3-901749-44-6.
- Ferdinand Raimund, Jürgen Hein, Gottfried Riedl: Der Alpenkönig und der Menschenfeind. In: Raimundgesellschaft (Hrsg.): Raimund-Almanach. 1. Auflage. Verlag Johann Lehner, Wien 2006, ISBN 3-901749-45-4.
- Gottfried Riedl: Johann Nestroy. Bilder aus einem Theaterleben. Verlag Johann Lehner, Wien 2006, ISBN 3-901749-53-5.
- Gottfried Riedl: Carl Postl, Charles Sealsfield: Ich kann länger die Fesseln nicht tragen. 1793–1864; kleine Bekanntmachung eines großen Unbekannten. Edition Kappenberg, 2008, ISBN 978-3-200-01197-7.
- Gottfried Riedl: Johann Nestroy – Stätten seines Lebens. Verlag Johann Lehner, Wien 2009, ISBN 978-3-901749-85-8.
- Gottfried Riedl: Franz Grillparzer - Bilder aus einem Theaterleben. Verlag Johann Lehner, Wien 2012, ISBN 978-3-902850-01-0.
- Gottfried Riedl: Gedenkfeiern zum 175. Todestag Ferdinand Raimunds. Verlag Johann Lehner, 2013, ISBN 978-3-902850-04-1.

### Herausgeber
- Nestroy-Brevier, Int. Nestroy-Gesellschaft (Hg.), Fleischmann und Jaeger, 1981.
- Karl Meisl, Ferdinand Raimund: Moisasura’s Hexenspruch. Kommentator: R.  Reutner. In: Gottfried Riedl (Hrsg.): Raimund-Almanach. 1. Auflage. Verlag Johann Lehner, 1998, ISBN 3-901749-03-9.
- Hans Buczkowski: Ferdinand Raimund und Pottenstein. In: Gottfried Riedl (Hrsg.): Raimund-Almanach. 1. Auflage. Verlag Johann Lehner, Wien 2012, ISBN 978-3-901749-96-4.